# 인천항연안여객터미널
인천항연안여객터미널은 인천항시설관리센터에서 운영하는 인천항 여객터미널 중 하나로 인천광역시 중구 연안부두로에 위치하고 있다.
옹진행 터미널 건물은 2층으로 이루어져 있다. 백령도, 덕적도, 이작도, 풍도, 육도 등으로 가는 여객선은 연안여객터미널(옹진행)에서 출발한다.
제주행 터미널 건물은 1층으로 이루어져 있다. 제주도로 가는 여객선은 연안여객터미널(제주행)에서 출발하였으나 2014년 세월호 침몰 사고 이후 사실상 단항되었다.
소월미도를 마주 보고 있으며, 인근의 국제여객터미널과 크루즈터미널을 한데 묶어 인천항이라고 부르기도 한다.

## 운항 노선

### 인천항연안여객터미널(옹진행)
- 인천 ↔ 백령도 : 매일 입항·출항 / 4~5시간 운항
- 인천 ↔ 덕적도 : 매일 입항·출항 / 1~2시간 운항 / 날짜에 따라 시간이 다르고, 하루 2회 운항
- 인천 ↔ 이작도 : 매일 입항·출항 / 2~3시간 운항 / 날짜에 따라 시간이 다르고, 하루 3~4회 운항
- 인천 ↔ 연평도 : 매일 입항·출항 / 2시간 운항
- 인천 ↔ 육도·풍도항  : 매일 입항·출항 / 3시간 운항

### 인천항연안여객터미널(제주행)
- 인천 ↔ 제주도  : 매일 입항 · 출항 / 14시간 운항 / 휴항 (세월호 침몰 사고 이후 사실상 단항)

## 교통

### 버스
- 연안여객터미널(35061) / 풍물시장 방면
  - 14(항동7가버스차고지)
  - 24(항동7가버스차고지)
  - 36(항동7가버스차고지)

- (구)국제여객터미널(35051) / 연안부두로삼거리 방면
  - 12(항동7가버스차고지(삼거리))
  - 24(항동7가버스차고지(삼거리))

## 같이 보기
- 인천항 여객터미널
- 인천항국제여객터미널
- 인천항크루즈터미널
- 소월미도